# 25723 Shamascharak
25723 Shamascharak è un asteroide della fascia principale. Scoperto nel 2000, presenta un'orbita caratterizzata da un semiasse maggiore pari a 2,7651400 UA e da un'eccentricità di 0,1511904, inclinata di 8,56619° rispetto all'eclittica.